# Yllenus lyachovi
Yllenus lyachovi là một loài nhện trong họ Salticidae.
Loài này thuộc chi Yllenus. Yllenus lyachovi được Dmitri Viktorovich Logunov & Yuri M. Marusik miêu tả năm 2000.